# Vladimir Lipskij
Vladimir Ippolitovitj Lipskij eller Volodymyr Ipolytovytj Lypskyj (ryska: Владимир Ипполитович Липский; ukrainska: Володимир Іполитович Липський), född 11 mars 1863, död 24 februari 1937, var en ukrainsk botaniker
Auktorsnamnet Lipsky kan användas för Vladimir Lipskij i samband med ett vetenskapligt namn inom botaniken; se Wikipediaartiklar som länkar till auktorsnamnet.